# Željko Bilecki
Željko Bilecki (Zagabria, 28 aprile 1950 – Toronto, 26 aprile 2023) è stato un calciatore jugoslavo naturalizzato canadese, di ruolo portiere.

## Carriera

### Club
Nativo della Jugoslavia, svolse però l'intera carriera agonistica tra Canada e Stati Uniti d'America. Dal 1970 al 1974 è in forza al Toronto Croatia, con cui vince due edizioni della National Soccer League, nel 1971 e 1974.
Nel 1975 il Croatia si fuse con la franchigia della North American Soccer League Toronto Metros, in profonda crisi economica, dando origine ai Toronto Metros-Croatia e Bilecki fece parte della nuova franchigia.
Con la nuova squadra, dopo aver raggiunto i quarti di finale nella stagione 1975, vinse, disputando la finale da titolare, il campionato 1976, sconfiggendo in finale i Minnesota Kicks.
Nella stagione 1979 passa ai T.B. Rowdies, con cui raggiunge la finale del torneo, giocata da titolare, persa contro i Vancouver Whitecaps.
Nel corso della stagione seguente passa ai L.A. Aztecs, con cui raggiunge la semifinale del torneo nordamericano.
Chiude la carriera agonistica  ai Tulsa Roughnecks nel 1982.
Dal 1975 al 1983 si è anche dedicato all'indoor soccer, raggiungendo con i Rowdies la finale del torneo indoor 1979.

### Nazionale
Naturalizzato canadese, Bilecki con la nazionale maggiore giocò tre incontri per le qualificazioni al campionato mondiale di calcio 1978, non riuscendo a ottenere l'accesso ai mondiali.

## Statistiche

### Cronologia presenze e reti in nazionale
| Cronologia completa delle presenze e delle reti in nazionale ― Canada | Cronologia completa delle presenze e delle reti in nazionale ― Canada | Cronologia completa delle presenze e delle reti in nazionale ― Canada | Cronologia completa delle presenze e delle reti in nazionale ― Canada | Cronologia completa delle presenze e delle reti in nazionale ― Canada | Cronologia completa delle presenze e delle reti in nazionale ― Canada | Cronologia completa delle presenze e delle reti in nazionale ― Canada | Cronologia completa delle presenze e delle reti in nazionale ― Canada |
| Data                                                                  | Città                                                                 | In casa                                                               | Risultato                                                             | Ospiti                                                                | Competizione                                                          | Reti                                                                  | Note                                                                  |
| --------------------------------------------------------------------- | --------------------------------------------------------------------- | --------------------------------------------------------------------- | --------------------------------------------------------------------- | --------------------------------------------------------------------- | --------------------------------------------------------------------- | --------------------------------------------------------------------- | --------------------------------------------------------------------- |
| 22-12-1976                                                            | Port-au-Prince                                                        | Canada                                                                | 3 – 0                                                                 | Stati Uniti                                                           | Qual. Mondiali 1978                                                   | -                                                                     |                                                                       |
| 8-10-1977                                                             | Monterrey                                                             | Canada                                                                | 1 – 2                                                                 | El Salvador                                                           | Qual. Mondiali 1978                                                   | -2                                                                    |                                                                       |
| 12-10-1977                                                            | Città del Messico                                                     | Canada                                                                | 2 – 1                                                                 | Suriname                                                              | Qual. Mondiali 1978                                                   | -                                                                     | 46’                                                                   |
| Totale                                                                |                                                                       | Presenze                                                              | 3                                                                     |                                                                       | Reti                                                                  | -2                                                                    |                                                                       |

## Palmarès
- NSL: 2

Toronto Croatia: 1971, 1974
- Campionato NASL: 1

Toronto Metros-Croatia: 1976